# 星野英一
星野 英一（ほしの えいいち、1926年7月8日 - 2012年9月27日）は、日本の法学者。専門は民法。学位は、法学博士（東京大学・論文博士・1962年）。東京大学名誉教授。日本学士院会員、文化功労者。我妻栄門下。弟子に内田貴、大村敦志、加藤雅信、中田裕康、廣瀬久和、森田宏樹、吉田邦彦、河上正二など。

## 人物
大阪府生まれ（ただし、戸籍上は神奈川県小田原市）。父は、元銀行員で後に弁護士。母方の祖父以来、カトリック教徒。
東京高師附属小・中学校（現・筑波大附属小、同附属中・高）、旧制一高を経て、東京大学法学部卒業。附属中学校の同期には、星新一、槌田満文、今村昌平、大野公男、児玉進、黒澤洋（元日本興業銀行会長）などがいる。
1946年から3年間、結核のため、小金井の桜町病院とその姉妹サナトリウムである房総の海上寮で療養する。我妻栄の弟子。我妻の『近代法における債権の優越的地位』（有斐閣、1953年）の校正は当時研究生だった星野が行った。弟子中一番若手ながら東大民法学を継ぐ。加藤一郎と利益考量論を提唱したが、価値判断は、他人の結論を覚えるものではなく、自ら思索してつかむものと学生を戒めた。
大学進学率が50％に満たない昭和40年代後半から昭和50年代後半の時期、大学非通学者および法律学非専攻者向けに、契約法までの分野について、社会の法的側面の考察と法律的な考え方を解説する『民法概論』シリーズの各巻を順次上梓していった。このシリーズは現在からみてオープンカレッジの先駆け的著作であった。第一巻の冒頭、民法の学習方法として、解説を読む前に先ずは民法典の各条文を読み、自分なりに条文の意味を考えることが強調されており、解説読了後、結果としてその時点における自身の知識の意味と経験値を得ることができるとされる。ちなみに、平成10年前後の放送大学の論文指導の演習における解説で、星野は、学説の展開についてふれており、そこでは、旧学説は新学説によって克服されるものではあるけれども、必ずしもそうではなく、社会の利益的循環に同期するように旧学説が有用な場合もあり、これは、一種の流行のようなもの、相対的なことであると述べている。
オイゲン・エールリッヒらの法社会学の隆盛が戦後の民法解釈学を混乱させたと考えており、これに関心を寄せる助手時代の加藤雅信と激しく対立、学者になる道を一時閉ざしたほか、加藤によれば、この時助教授就任一年目の石田穣が加藤一郎とともに星野に抗議したことは星野の不興を買い、石田の研究者生活を困難にする一因になったという。名古屋大学赴任が決まった後も、雑誌連載開始後には「出版社に星野の命令だと言って、これ以上の発表はやめなさい」と圧力をかけたとされ、妥協を許さない学問の姿勢に敬意を表しつつも、「自分と違うものを「異端」ととらえる」不寛容性を批判されている。
2012年9月27日、心不全のため死去。86歳没。
妻は英文学者・元津田塾大学教授の星野美賀子（1931年 - ）。

## 学説
星野は、日本の民法の歴史について、起草者による民法典の解説・注釈の第1期、ドイツ民法学全盛の第2期、第2期に対する批判と民法学の転回の第3期に分け、我妻理論・体系を第3期の集大成との最大限の評価をしつつも、その超克を説いた。
星野は、実定法学の研究には、哲学的研究、科学的研究、法律技術の研究と三つの異なった次元の方法による作業がなされているとし、従来意識されていなかったこの方法の区別を明確に意識した上で、自らの研究の成果を哲学、科学、法解釈学のすべてに押し及ぼした。
一般に、日本の民法典はドイツ民法を最も主要な母法にしているものと理解されているが、星野は、日本の民法がボアソナードを通じてフランス法の影響も強く受けていると分析した上で、民法解釈学において当時通説とされていた我妻理論・体系が鳩山秀夫の影響によって、ある公理・理論を構築した上で、それから演繹して具体的規範を提示するドグマチックなドイツ法由来の法解釈の弊が引き継がれているとし、かかる法解釈に拘束される必然性がないと主張した。もっとも、起草者らはむしろドイツ民法が最も主要な母法であることを強調し、日本民法の解釈においても、基本的にドイツ民法学的方法によるべきことを主張しており、星野の学説に対しては、フランス法の影響を過度に強調するものとの批判もなされている（加藤雅信）。また、旧民法と仏民法を安易に同一視しており、ボアソナード独自説の立法化により大きく異なる部分が少なくないのを看過しているとの批判もある（野田良之）。
星野は、ドイツ法由来の解釈から解放された後の、日本の民法の法解釈の手順として主張されたのが利益考量論であるとした。星野は、法哲学的研究の結果、自然法論の立場にたち、価値にはその高低による序列がありやがては価値体系のピラミッドが構成されるとした上で、法解釈の手順には一定の優先順位があるとし、条文または法律全体からみてどうしても認めざるを得ない書かれざる原則から出発し、哲学的・科学的研究を経た上で、最終的には利益考量を経た帰納的方法によって具体的規範を提示するとの方法を主張した。
利益考量論は、第一次法解釈論争によって戦後の民法解釈の正当理論とされた川島武宜、来栖三郎 (法学者)らの学説の潮流を継ぐものとして有力な支持を得たが、これに対し、同じ東大の 平井宜雄は、反旗を翻し、価値の優劣の判断や価値体系の構成は不可能であり、利益考量論が法学教育に及ぼしている非合理主義を批判した上で、訴訟における法律による紛争解決のための法解釈と、立法における価値判断や政策目的が重視される制度設計のための法解釈を区別し、前者においては、価値判断を重視して帰納的方法によって具体的規範を提示するべきではなく、「反論可能性」（カール・ポパーの「反証可能性」に影響を受けて考えだされた造語である）を満たす「議論」によって正当化される理論に基づき、体系性を重視した具体的規範を提示する方法をとるべきだと主張して第二次法解釈論争を巻き起こした。
星野は、平井の批判は利益考量論の考量の意味について異なった一つの見解を示すものであり、これによれば、その主張とは反対にかえって概念法学になってしまうとしている。利益考量論とは、法社会学、比較法学、歴史、哲学等の重要性を認識するものであり、法律の制定的側面のみ強調し、制定目的について考えの及ばない法技術屋とは異なる、豊かな教養・見識のある法律家の養成をとくものであると反論している。

## 略歴
- 1939年 東京高等師範学校附属小学校（現・筑波大学附属小学校）卒業
- 1944年 東京高等師範学校附属中学校（現・筑波大学附属中学校・高等学校）卒業
- 1945年6月 陸軍に応召される（学徒出陣）。山梨、岡山、鳥取へ異動し、同年9月に復員する
- 1947年 旧制第一高等学校卒業
- 1951年 東京大学法学部卒業
- 1954年 東京大学法学部助教授
- 1962年 法学博士（東京大学・論文博士）（学位論文「フランス不動産登記法の研究 : わが法制と対比しつつ」）[24]
- 1964年 東京大学法学部教授（ - 1987年）
- 1987年 定年退官、名誉教授、千葉大学法経学部教授
- 1992年 放送大学教養学部教授（ - 1997年）
- 1993年 紫綬褒章
- 1996年 日本学士院会員
- 2007年 文化功労者[25]
- 元法制審議会 委員・部会長
- 元日本私法学会 理事長
- 民法典現代語化研究会座長
- 法人制度研究会座長
- 財団法人公益法人協会顧問
- 財団法人国際民商事法センター学術評議員[26]
- 財団法人日仏会館評議員
- 財団法人全国銀行学術研究振興財団理事

## 著書

### 体系書・概説書
- 『民法概論 I 序論・総則[改訂版]』（良書普及会、1983年、初版：1970年）
- 『民法概論 II 物権・担保物権[合本再訂版]』（良書普及会、1981年）
- 『民法概論 III 債権総論[補訂版]』（良書普及会、1981年、初版：1978年）
- 『民法概論 IV 契約[合本新訂版]』（良書普及会、1994年、初版：1975年）
- 『家族法』（放送大学教育振興会、1994年）
- 『借地・借家法』（有斐閣法律学全集、1969年）
- 『民法の焦点PART1総論』（有斐閣リブレ､1987年）
- 『民法のすすめ』（岩波新書、1998年）
- 『民法のもう一つの学び方[改訂版]』（有斐閣、2006年、初版：2002年）
- 『法学入門』（有斐閣、2010年11月27日）

### 論文集
- 『民法論集1巻』（有斐閣、1970年）
- 『民法論集2巻』（有斐閣、1970年）
- 『民法論集3巻』（有斐閣、1972年）
- 『民法論集4巻』（有斐閣、1978年）
- 『民法論集5巻』（有斐閣、1986年）
- 『民法論集6巻』（有斐閣、1986年）
- 『民法論集7巻』（有斐閣、1989年）
- 『民法論集8巻』（有斐閣、1996年）
- 『民法論集9巻』（有斐閣、1999年）
- 『民法論集10巻』（有斐閣、2015年）
- 『现代民法基本问题』（上海三联書店、2015年）（杨永庄訳）

### 判例研究
- 『民事判例研究 第2巻1 総則・物権』（有斐閣、1971年）
- 『民事判例研究 第2巻2 債権』（有斐閣、1972年）
- 『民事判例研究 第2巻3 親族相続・借地借家等』（有斐閣、1973年）
- 『民事判例研究 第3巻1 総則・物権』（有斐閣、1990年）
- 『民事判例研究 第3巻2 債権ほか』（有斐閣、1990年）

### 編著
- 『隣人訴訟と法の役割』（有斐閣、1984年）ISBN 4641900825
- 『私法学の新たな展開 : 我妻栄先生追悼論文集』（有斐閣、1975年）
- 『現代社会と民法学の動向 : 加藤一郎先生古稀記念』（有斐閣、1992年）（森島昭夫共編）
- 『民法講座1～9』（有斐閣、1984 - 1990年）（編集代表）
- 『民法典の百年（1）～（4）』（有斐閣、1998年）（広中俊雄共編）
- 『判例に学ぶ民法』（有斐閣、1994年）

### 随筆
- 『心の小琴に』（有斐閣、2002年）
- 『法学者のこころ』（有斐閣、2002年）
- 『ときの流れを超えて』（有斐閣、2006年）
- 『人間・社会・法（長崎純心レクチャーズ）』（創文社、2009年）

## 門下生
- 加藤雅信 - 元名古屋学院大学教授、アンダーソン・毛利・友常法律事務所客員弁護士、元上智大学教授、名古屋大学名誉教授
- 廣瀬久和 - 元青山学院大学教授、東京大学名誉教授
- 河上正二 - 青山学院大学教授、東京大学名誉教授
- 内田貴 - 森・濱田松本法律事務所客員弁護士、元法務省経済関係民刑基本法整備推進本部参与、東京大学名誉教授
- 大村敦志 - 東京大学教授
- 吉田邦彦 - 北海道大学教授
- 中田裕康 - 早稲田大学教授、東京大学名誉教授、一橋大学名誉教授
- 森田宏樹 - 東京大学教授

## 追悼企画・追悼文等
- 滝沢聿代「追悼・星野英一先生」書斎の窓621号（2013年1=2月号）2-5頁